# San Sebastián (Catedral de Orense)
San Sebastián es una obra anónima realizada en fecha desconocida. Está ubicada en la Catedral de Orense (Galicia, España).

## Historia

### Imagen
Tanto la autoría de la imagen como su datación resultan desconocidas, si bien para 1568 ya existía en la catedral una talla de San Sebastián de acuerdo con un documento relativo a la visita el 25 de enero de dicho año del obispo Fernando Tricio de Arenzana:

S. S.a visitó el altar de San Miguel que está a la entrada de la puerta principal que sale para Santa María la Madre: el qual está entrando por la dicha puerta a la mano derecha: es un retablo con dos órdenes de figuras de imágenes con las coronaciones doradas: tiene las puertas pintadas de imágenes y en el medio del retablo está el Señor San Miguel de bulto con unas andas doradas y delante un velo de lienzo listado de blanco y a la mano izquierda del altar estaba una imágen de bulto de San Sebastián y otra imágen de bulto de San Blas.: 118 

En el caso de corresponderse la actual imagen con esta, la datación de la talla se podría situar a finales del siglo xv; en ese entonces había un retablo dedicado a San Sebastián puesto que el 29 de junio de 1490 Pedro Alonso de Mayorga contrató la ejecución del mismo,: 95  constando por esos años un pago al artista «por el retablo pequeño que está en el coro con sus manos. También un retablo de San Sebastián y el retablo de los mártires San Facundo y San Primitivo». De acuerdo con el contrato, Mayorga debía tener el retablo terminado antes de la Pascua de 1491, recibiendo como pago, además de la madera y los clavos necesarios, 8500 maravedíes, tres fanegas (entre 225 y 375 kilos) de trigo, tres fanegas de centeno, moyo y medio (387 litros) de vino blanco, moyo y medio de vino tinto y una pieza de tocino, todo ello distribuido de la siguiente forma: la cuarta parte del dinero antes de la fiesta de la Virgen en septiembre; el pan y el vino a lo largo del mes de octubre; y de las tres partes restantes del dinero, una en Navidad, otra en Carnaval y la última al término de la obra, que a su vez se acompañaría de una comida para el artista y su taller. En el documento se indican así mismo de forma detallada las características arquitectónicas que tenía que reunir la estructura y los escudos que debían figurar en ella:

Pedro Alonso de Mayorga pyntor con Luys Garcia Moran y
Juan Dortiga sobre el retablo para el altar de San Sabastian*

Año de Mill e quatroçientos e noventa años a vinte e nove dyas do mes de junyo en a çibdade Dourense. Pedro Alonso de Mayorga, pintor e maestro de la obra del Santo Cruxifixo de la yglesia Dorense que estava presente, se obligou de fazer un retablo para en el altar del Señor San Sebastian da dita yglesia que a aja de aver dez palmos en alto e oyto palmos en ancho con seu gardapolvo enderredor e sua reyxa con suas portas, e que aya una ymajen de bulto de Sant Sabastian de quatro palmos en luengo con seu capitel enlebado ençima e de cada parte otras dos ymajenes de pinzel ricas de oro e de azur e brocados e tintas finas con suas chambranas en cada una de ellas dentallo e de obra rica e con seus pilares, e las puertas de dentro e de parte de fuera pintadas con duas ymagenes de dentro e duas de fora, e seu guardapolvo de arriba con las armas del Papa e Cardenal e del Rey e Reyna, e mas su pyana en el altar en el pilar del retablo con su letrero. Ha de dar la obra acabada fasta Pascoa florida del año de noventa e un años.
Luys Garcia e Juan Dortega se obligaron de lle dar toda la madeyra e clavaçion que sea menester, e mays oyto mill e quinentos mrs. de brancas, e tres fanegas de trigo e tres de genteo, e un moyo e medio de vino branco e outro moyo e medio de vino tinto, e mays un touçino, o qual todo le an de pagar en esta maneyra: a quarta parte do diñeiro fasta Santa Maria de setembro, e el pan e viño en todo Otubre, e las otras tres partes una por Navydade, e outra por Entroydo e la outra el retablo acabado, e en quanto sentar la obra que lle dean de comer a el e a os que con el estouveren pena del doblo, contrabto firme.
Testigos el señor Provisor don Juan de Deça e Tristan Enriquez canonigo en a dita yglesia, Gonçalo Alvarez e Afonso de Deça clerigos.: 95 

San Sebastián contaba, al igual que otras devociones veneradas en la catedral, con una cofradía, surgida por un voto al haberse librado la ciudad de la peste; hay documentos relativos a ella fechados en 1437, 1451 y 1455, constando que la misma estaba integrada por miembros de la justicia (jueces, regidores, procuradores, oficiales, etc.) y de la abogacía (abogados, notarios, escribanos, etc.). Resulta altamente probable que los comitentes del retablo tuviesen algún vínculo con la cofradía o incluso que esta fuese la que encargó la obra, habiéndose limitado Morán y Ortega a fungir como meros intermediarios (cabe destacar que el primero, casado con Leonor Gómez, fue regidor y juez ordinario de la ciudad entre 1467 y 1487, mientras que el segundo, desposado con Iseu Enríquez, optó a la alcaldía de Orense en 1503 y 1512).: 88  Cándido Cid Rodríguez, valiéndose de una anotación de Juan Soto, dejó constancia de la participación de la cofradía en las fiestas del Corpus Christi:

En el protocolo de Juan Soto de 1569 a su folio 157 consta que pertenecían a esta cofradía la Justicia y Regimiento de la ciudad, los escribanos de número y reales, procuradores, abogados, ministros y oficiales de justicia y tenían por constituciones la obligación de asistir a la procesión del Corpus con hachas, llevar la imagen cuatro regidores desde el ayuntamiento a la catedral y cuatro escribanos de número durante la procesión.

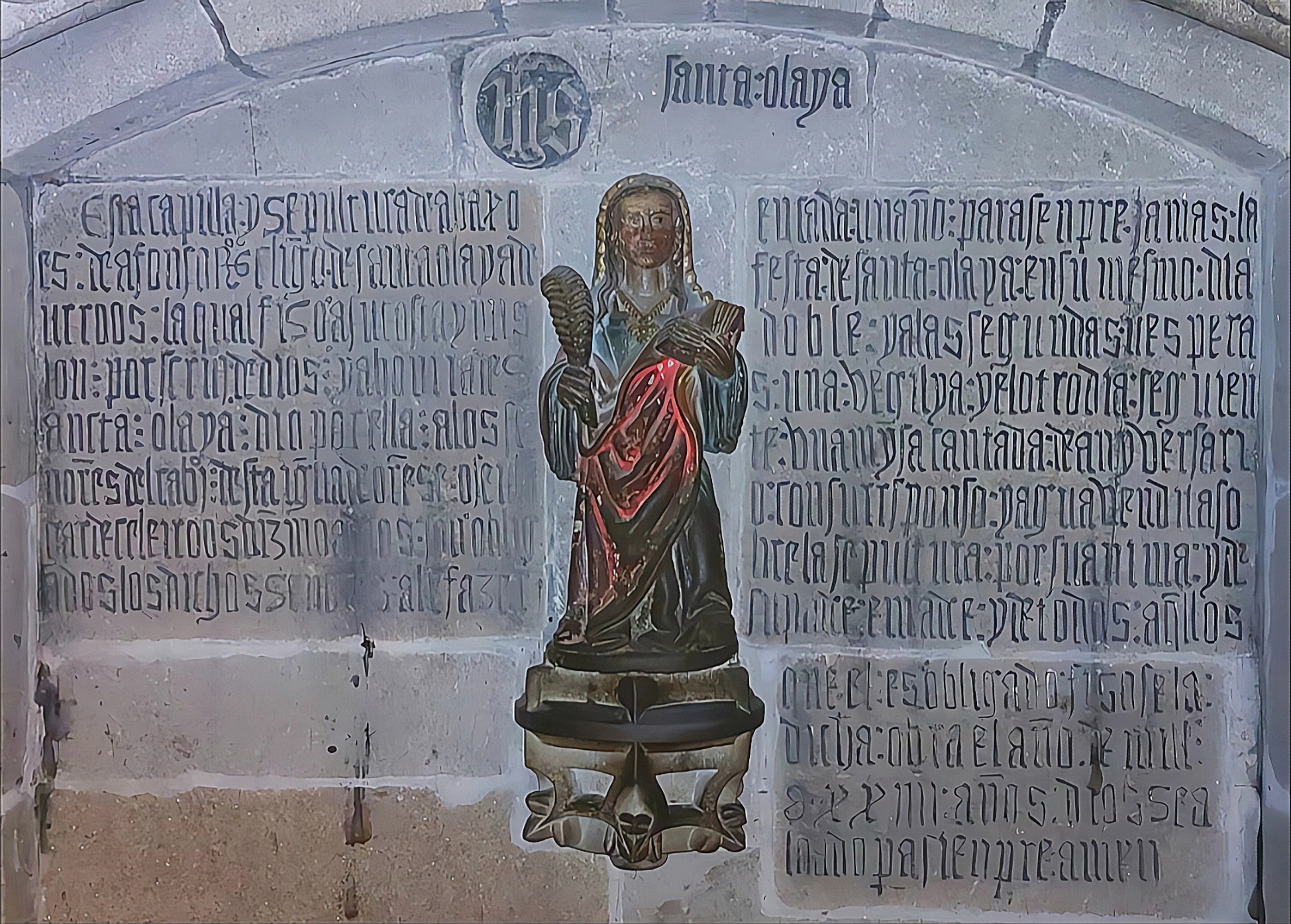
Altar de Santa Eulalia (anónimo, 1524). Catedral de Orense.

Además de la cofradía, el obispo Francisco Blanco de Salcedo fundó entre 1560 y 1561 el Hospital de San Roque, que pese a ser conocido con este nombre se hallaba también bajo la advocación de San Sebastián.: 368  Sumado a esto, el santo ya poseía con anterioridad al retablo de Mayorga un lugar de culto exclusivo en la catedral puesto que el 7 de junio de 1447 Álvaro González Portugués donó 10 maravedíes viejos de renta destinados a sufragar la reparación de la Iglesia de Santa María Madre y las capillas del Santísimo Cristo y de San Sebastián.: 66  Respecto a la ubicación de esta última, resulta de especial relevancia un documento fechado el 4 de diciembre de 1522 en el que consta que Alfonso Rodríguez, clérigo de Santa Baya de Urrós, dona varios terrenos al cabildo a cambio de obtener un sepulcro junto a un altar que él mismo dedicaría a Santa Eulalia, situado entre la Capilla de San Sebastián y la puerta del Tesoro, actual Museo Catedralicio.: 88–89  Tal y como señalaron Manuel Sánchez Arteaga y Cándido Cid Rodríguez:

En el año de 1522, el Alonso Rodríguez, sacerdote, otorgó por ante el escribano Juan González de Cervela, escritura con el Cabildo [...], y por ella donó a la Mesa Capitular el casal de Celeiros en la Mezquita, con la carga y obligación de que le permitiesen dedicar un altar a Santa Eulalia junto al de San Sebastián, dotando la fiesta de esta Santa con el producto de dicho casal y una misa y vigilia el día siguiente.: 117 

Tanto el altar como la sepultura se construyeron en 1524 (la imagen pétrea de Santa Eulalia data del siglo xv): 57  y a día de hoy pueden contemplarse en su emplazamiento original, la sección segunda del muro occidental de la nave sur del transepto, entre la puerta del museo, ubicada en la tercera y última sección del muro, y el actual retablo que cobija la imagen de San Sebastián, situado en el extremo occidental del paramento interior del frontis de la fachada sur.: 88–89  Este retablo es de estilo churrigueresco y fue realizado por Francisco de Castro Canseco en el primer cuarto del siglo xviii;: 87  la imagen de San Sebastián ostenta hoy día la titularidad del mismo junto con una imagen de San Roque tallada por Francisco de Moure en 1598. El cambio de titular se produjo antes de la hechura del retablo de Castro Canseco, en 1687, año en que el notario Pascual Sánchez y su esposa Ana López fundaron las capellanías del Espíritu Santo, Santa Ana y San Roque en el espacio donde se halla la estructura:: 89 

En este altar, Ana López y su marido Pascual Sánchez, notario de poyo y escribano de número que fué de esta ciudad, fundaron las capellanías del Espíritu Santo, Santa Ana y San Roque, por su testamento y codicilo de 24 y 26 de Noviembre de 1687, ante el escribano Antonio Soutullo.: 117–118 

Del retablo gótico realizado por Mayorga no queda ningún vestigio ni de su estructura ni al parecer tampoco de las imágenes que contenía, si bien la talla de San Sebastián conservada en la catedral podría corresponderse con la que figura en el contrato ya que posee alrededor de un metro de alto, medida muy cercana a los 4 palmos (91 cm) plasmados en el documento, quedando esta tesis reforzada por su encuadramiento en el gótico tardío. De confirmarse esta hipótesis, la imagen podría atribuirse con seguridad a Mayorga o su taller y fecharse en el periodo 1490-1491, lo que la convertiría en una de las más antiguas de la catedral. No obstante, varias circunstancias desaconsejan esta asignación: Miguel Ángel González García, antiguo delegado de patrimonio de la diócesis de Orense, la encuadra en el barroco,: 57  mientras que la pérdida de la otra imagen del retablo, San Blas, hace suponer que la de San Sebastián pudo correr la misma suerte, por lo que la actual sería un reemplazo.

### Devoción

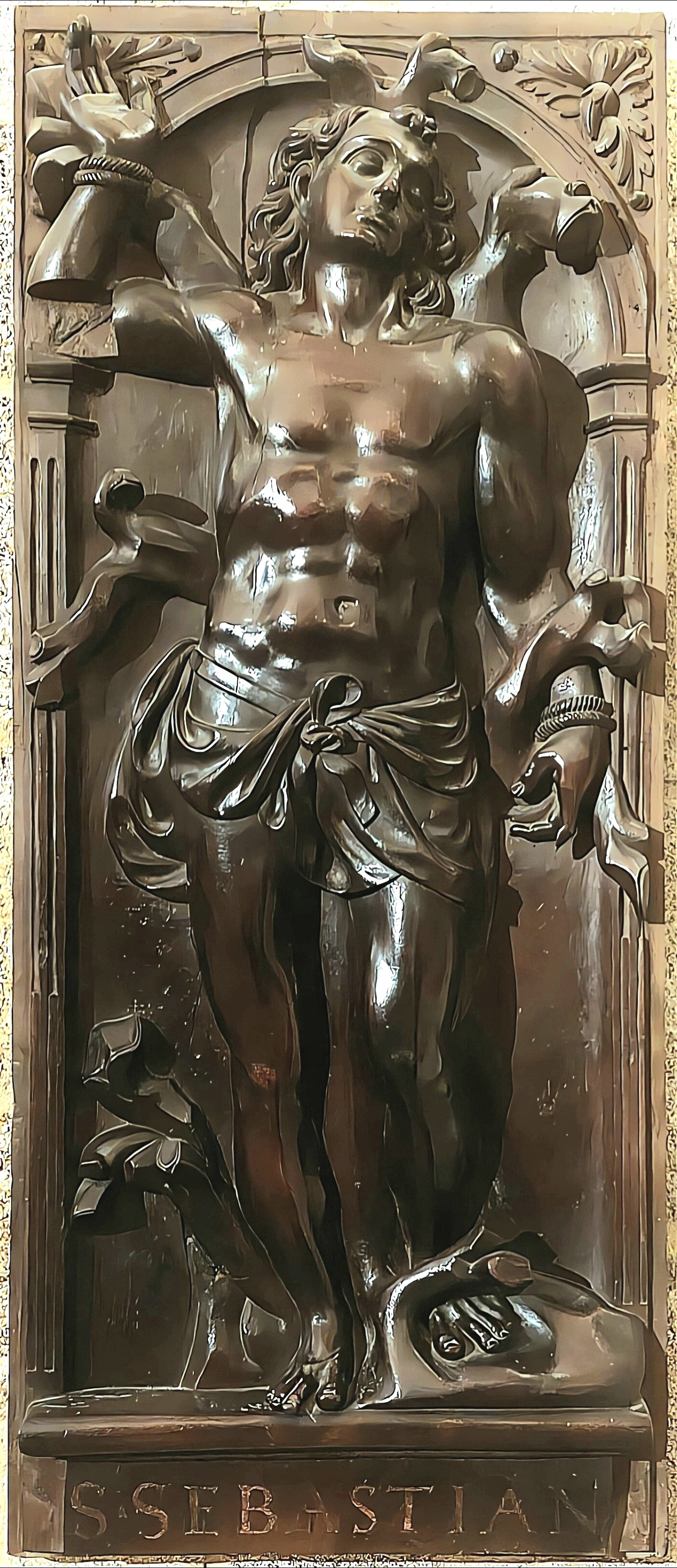
Relieve de San Sebastián (1587-1590), por Diego de Solís, Juan de Angés y su taller. Museo Catedralicio de Orense.

El origen de la devoción a San Sebastián en la seo podría tener sus raíces en una reliquia del santo llegada supuestamente en la Edad Media la cual figura en la visita del obispo Antonio Ramírez de Haro en 1539:

La caja de marfil labrada a la morisca con muchos trapillos de dentro de reliquias con ciertos títulos, uno de san cornelio, otro de san Verisimo, otro de San Leo, otro de moctumi[...], otro de san Elali, otro de San Martini, otro de sepulcro cristi[...], santi petrum otro de primi et feliciano, otro de san adrian, otro de s leocadia, otro de san Jorge, otro de san cucufate, otro de san felice, otro de san adrian, otro de san vicencio martir, otro de san Sebastian, otro de san benedicto, otro de san pelagio, otro de lino dominit.

Por su parte, en la visita el 20 de octubre de 1637 del obispo Juan de Velasco y Acevedo consta lo siguiente:

Más una cajita de cobre pequeña en que está una reliquia pequeña con su rótulo de San Sebastián y otros pañitos blancos con su rótulo que dicen de Santa Eulalia. Y otra reliquia que dice con su rótulo Sanctorum trium puerorum.

De estos textos se extrae que la catedral custodiaba un diminuto fragmento óseo de San Sebastián, además de otras reliquias de primer grado de otros santos, en una caja o arqueta de marfil que luego sería trasladado a uno de los pequeños cofres de esmalte de Limoges hallados en 1998 y exhibidos hoy día en el museo (cabe destacar la documentación a su vez de otras reliquias del mártir en relicarios múltiples conservados en Xunqueira de Ambía y Castro Caldelas). Es posible que la reliquia guardada en la catedral motivase la creación del retablo encargado a Mayorga, frente al cual García de Espinosa fue enterrado en una sepultura de su propiedad en cumplimiento de su voluntad testamentaria, firmada en 1592. A mayores, se sabe por una factura que el 6 de junio de 1694 se abonaron 15 reales y 20 maravedíes a Juan Vidal en concepto de cuatro días y medio de trabajo por «engijerrar» (empedrar con guijarros) el acceso a la sala capitular y por recomponer los ladrillos que fungían como frontales de los altares de Santiago, San Miguel y San Sebastián. Además de la talla venerada en el retablo de Castro Canseco, el santo cuenta con un relieve conservado en el museo y anteriormente perteneciente al coro, obra ejecutada por Diego de Solís y Juan de Angés con ayuda de su taller entre 1587 y 1590, destacando a su vez una pintura donada el 29 de mayo de 1613 y desaparecida poco después.

## Descripción
La imagen, de alrededor de un metro de alto y encuadrada en el gótico tardío, muestra al santo desnudo salvo por un paño ceñido a la cintura. La anatomía se halla muy marcada, apreciándose la musculatura y, sobre todo, los huesos del pecho y la caja torácica. Las extremidades lucen un grado de detalle menor, con los brazos atados por delante a la altura de las muñecas con una cuerda de escaso grosor. El hieratismo típico de la imaginería gótica se ve roto por el contrapposto originado gracias al adelantamiento de la pierna izquierda, lo que causa que todo el peso del cuerpo recaiga en la pierna derecha. El paño que cubre la desnudez de la figura posee numerosos pliegues de gran rigidez y angulosidad, produciendo un pico en la zona frontal y resaltando dos extremos con caída marcadamente vertical, uno en el lado izquierdo y otro por la parte posterior. El rostro, al contrario que el resto del cuerpo, exhibe facciones suaves a excepción de lo afilado de la nariz y la mandíbula inferior, mientras que la cabellera, de color azabache, se compone de numerosos mechones ondulados dispuestos de forma ordenada. Por todo el cuerpo pueden apreciarse heridas sangrantes, concretamente dos en el pecho, una en el vientre, una en cada brazo y una en cada muslo, señales de las saetas con las que el santo fue ejecutado. Destaca en la parte posterior, apenas visible, el árbol típico de la iconografía del mártir, aunque su estructura puramente cilíndrica y sin ramas recuerda más a un poste que a un tronco. La peana sobre la que se halla dispuesta la imagen es de base octogonal y se ornamenta con volutas en las esquinas a modo de tornapuntas, rasgo propio del manierismo y del barroco, lo que situaría su hechura en los siglos xvi o xvii a menos que se trate de un añadido posterior.